# Paphiopedilum micranthum
Paphiopedilum micranthum é uma espécie de orquídea (Orchidaceae) do Sudeste Asiático.